# Cúp bóng đá trong nhà châu Á 2022
Cúp bóng đá trong nhà châu Á 2022 (tiếng Anh: 2022 AFC Futsal Asian Cup) là mùa giải thứ 16 của Cúp bóng đá trong nhà châu Á (trước đây là AFC Futsal Championship trước khi đổi tên từ 2021), do Liên đoàn bóng đá châu Á (AFC) tổ chức tại Kuwait. Tổng cộng có 16 đội tuyển sẽ tham dự giải đấu.
Kuwait được AFC chỉ định làm chủ nhà của Giải vô địch bóng đá trong nhà châu Á 2020 sau khi thay thế đội chủ nhà Turkmenistan ban đầu. Tuy nhiên, AFC đã thông báo hủy bỏ giải đấu này vào ngày 25 tháng 1 năm 2021 do đại dịch COVID-19 diễn biến phức tạp, bảo lưu quyền đăng cai giải đấu này cho Kuwait. Ban đầu giải đấu dự kiến được tổ chức từ ngày 16 đến ngày 27 tháng 2 năm 2022. Tuy nhiên, vào ngày 5 tháng 7 năm 2021, AFC thông báo rằng giải đấu sẽ được tổ chức từ ngày 27 tháng 9 đến ngày 8 tháng 10 năm 2022.
Nhật Bản đã đánh bại đương kim vô địch Iran trong trận chung kết để giành danh hiệu thứ tư.

## Vòng loại
Vòng loại ban đầu dự kiến diễn ra từ ngày 13 đến ngày 24 tháng 10 năm 2021. Tuy nhiên, vào ngày 5 tháng 7 năm 2021, AFC thông báo rằng nó sẽ được tổ chức từ ngày 1 tháng 4 đến ngày 20 tháng 5 năm 2022.

### Các đội tuyển đã vượt qua vòng loại
Có 16 đội tuyển giành quyền tham dự giải đấu:
| Đội               | Tư cách vượt qua vòng loại                          | Tham dự | Thành tích tốt nhất lần trước                                              | Hạng FIFA |
| ----------------- | --------------------------------------------------- | ------- | -------------------------------------------------------------------------- | --------- |
| Kuwait            | Chủ nhà                                             | 11 lần  | Hạng tư (2003, 2014)                                                       | 38        |
| Iraq              | Nhất bảng B Khu vực Tây Á                           | 11 lần  | Tứ kết (2002, 2016)                                                        | 50        |
| Bahrain           | Nhì bảng B Khu vực Tây Á                            | 2 lần   | Tứ kết (2018)                                                              | 67        |
| Liban             | Nhất bảng A Khu vực Tây Á                           | 11 lần  | Tứ kết (2004, 2007, 2008, 2010, 2012, 2014, 2018)                          | 45        |
| Ả Rập Xê Út       | Nhì bảng A Khu vực Tây Á                            | 1 lần   | Vòng bảng (2016)                                                           | 73        |
| Indonesia         | Thắng bán kết 1 Khu vực Đông Nam Á                  | 9 lần   | Vòng bảng (2002, 2003, 2004, 2005, 2006, 2008, 2010, 2012, 2014)           | 39        |
| Thái Lan          | Thắng bán kết 2 Khu vực Đông Nam Á                  | 15 lần  | Á quân (2008, 2012)                                                        | 20        |
| Oman              | Thắng trận play-off Khu vực Tây Á                   | Lần đầu | Lần đầu                                                                    | 90        |
| Việt Nam          | Thắng trận play-off tranh hạng 3 Khu vực Đông Nam Á | 5 lần   | Hạng tư (2016)                                                             | 40        |
| Uzbekistan        | Nhất bảng B Khu vực Trung Á và Nam Á                | 15 lần  | Á quân (2001, 2006, 2010, 2016)                                            | 26        |
| Iran              | Nhất bảng A Khu vực Trung Á và Nam Á                | 15 lần  | Vô địch (1999, 2000, 2001, 2002, 2003, 2004, 2005, 2007, 2008, 2016, 2018) | 6         |
| Tajikistan        | Nhì bảng B Khu vực Trung Á và Nam Á                 | 10 lần  | Tứ kết (2007)                                                              | 56        |
| Turkmenistan      | Nhì bảng A Khu vực Trung Á và Nam Á                 | 6 lần   | Vòng bảng (2005, 2006, 2007, 2008, 2010, 2012)                             | 64        |
| Nhật Bản          | Hạng nhất Khu vực Đông Á                            | 15 lần  | Vô địch (2006, 2012, 2014)                                                 | 14        |
| Hàn Quốc          | Hạng nhì Khu vực Đông Á                             | 13 lần  | Á quân (1998)                                                              | 74        |
| Đài Bắc Trung Hoa | Hạng ba Khu vực Đông Á                              | 12 lần  | Tứ kết (2003)                                                              | 89        |

## Địa điểm
| Thành phố Kuwait            | Thành phố Kuwait |
| Hội trường Saad Al-Abdullah | Thành phố Kuwait |
| Sức chứa: 6.000             | Thành phố Kuwait |
|                             | Thành phố Kuwait |

## Danh sách cầu thủ
Mỗi đội phải giới thiệu một đội hình gồm 14 cầu thủ, trong đó có tối thiểu hai thủ môn.

## Bốc thăm
Phân loại hạt giống
| Nhóm 1                                                | Nhóm 2                                  | Nhóm 3                                                     | Nhóm 4                                              |
| ----------------------------------------------------- | --------------------------------------- | ---------------------------------------------------------- | --------------------------------------------------- |
| 1. Kuwait (chủ nhà) 2. Iran 3. Nhật Bản 4. Uzbekistan | 1. Iraq 2. Việt Nam 3. Bahrain 4. Liban | 1. Hàn Quốc 2. Đài Bắc Trung Hoa 3. Tajikistan 4. Thái Lan | 1. Indonesia 2. Ả Rập Xê Út 3. Oman 4. Turkmenistan |

## Vòng bảng
Hai đội đứng đầu mỗi bảng sẽ vào tứ kết.

Các tiêu chí
Các đội được xếp theo điểm (thắng 3 điểm, hòa 1 điểm, thua 0 điểm). Nếu hòa bằng điểm, tiêu chí sẽ được áp dụng theo thứ tự sau:
1. Số điểm thu được nhiều hơn trong các trận đấu vòng bảng giữa các đội liên quan;
2. Hiệu số bàn thắng từ các trận đấu vòng bảng giữa các đội liên quan;
3. Nhiều hơn số bàn thắng được ghi trong các trận đấu vòng bảng giữa các đội liên quan;
4. Nếu sau khi áp dụng tiêu chí 1 đến 3, các đội vẫn có thứ hạng bằng nhau, thì tiêu chí 1 đến 3 được áp dụng lại riêng cho các trận đấu giữa các đội được đề cập để xác định thứ hạng cuối cùng của họ. Nếu thủ tục này không dẫn đến quyết định, các tiêu chí từ 5 đến 9 sẽ được áp dụng;
5. Hiệu số bàn thắng bại trong tất cả các trận vòng bảng;
6. Số bàn thắng ghi được nhiều hơn trong tất cả các trận đấu vòng bảng;
7. Sút luân lưu nếu chỉ có hai đội bằng điểm và gặp nhau ở lượt đấu cuối cùng của vòng bảng;
8. Điểm số ít hơn tính theo số thẻ vàng và đỏ nhận được trong các trận đấu vòng bảng (1 điểm cho một thẻ vàng, 3 điểm cho một thẻ đỏ là hệ quả của hai thẻ vàng, 3 điểm cho một thẻ đỏ trực tiếp, 4 điểm đối với một thẻ vàng sau đó là một thẻ đỏ trực tiếp);
9. Bốc thăm.

- Tất cả trận đấu diễn ra theo giờ địa phương (UTC+3)

### Bảng A
| VT | Đội        | ST | T | H | B | BT | BB | HS  | Đ | Giành quyền tham dự |
| -- | ---------- | -- | - | - | - | -- | -- | --- | - | ------------------- |
| 1  | Thái Lan   | 3  | 2 | 1 | 0 | 8  | 3  | +5  | 7 | Tứ kết              |
| 2  | Kuwait (H) | 3  | 1 | 2 | 0 | 9  | 3  | +6  | 5 | Tứ kết              |
| 3  | Iraq       | 3  | 1 | 1 | 1 | 9  | 5  | +4  | 4 |                     |
| 4  | Oman       | 3  | 0 | 0 | 3 | 3  | 18 | −15 | 0 |                     |

| Iraq                                 | 2–3 | Thái Lan                                                                   |
| ------------------------------------ | --- | -------------------------------------------------------------------------- |
| - Tareq Zeyad 8' - Mustafa Ihsan 14' |     | - Worasak Srirangpirot 17' - Sarawut Phalaphruek 25' - Jetsada Chudech 36' |

| Kuwait | 7–2 | Oman                                            |
| --- | --- | ----------------------------------------------- |
| - Abdulrahman Al-Tawail 6', 23' - Abdullatif Al-Abbasi 8', 30' - Abdulaziz Al-Basam 23' - Yousef Al-Khalifah 30' - Saleh Al-Fadhel 33' |     | - Samer Al-Balushi 31' - Khalfan Al-Maawali 38' |

| Oman | 0–5 | Iraq                                                                   |
| ---- | --- | ---------------------------------------------------------------------- |
|      |     | - Mohanad Abdulhadi 4' - Salim Faisal 4', 32', 35' - Ghaith Riyadh 14' |

| Thái Lan                                         | 2–2 | Kuwait                                         |
| ------------------------------------------------ | --- | ---------------------------------------------- |
| - Sarawut Phalaphruek 6' - Krit Aransanyalak 35' |     | - Saleh Al-Fadhel 18' - Abdulaziz Al-Basam 27' |

| Thái Lan | 6–1 | Oman                          |
| --- | --- | ----------------------------- |
| - Warut Wangsama-aeo 4' - Jetsada Chudech 16' - Worasak Srirangpirot 18' - Sarawut Phalaphruek 19' - Narongsak Wingwon 32', 37' |     | - Mohammed Taqi Al-Lawati 34' |

| Kuwait                                                 | 2–2 | Iraq                    |
| ------------------------------------------------------ | --- | ----------------------- |
| - Abdulrahman Al-Wadi 2' - Abdulrahman Al-Mosabehi 21' |     | - Salim Faisal 13', 18' |

### Bảng B
| VT | Đội          | ST | T | H | B | BT | BB | HS  | Đ | Giành quyền tham dự |
| -- | ------------ | -- | - | - | - | -- | -- | --- | - | ------------------- |
| 1  | Uzbekistan   | 3  | 3 | 0 | 0 | 17 | 3  | +14 | 9 | Tứ kết              |
| 2  | Tajikistan   | 3  | 2 | 0 | 1 | 14 | 11 | +3  | 6 | Tứ kết              |
| 3  | Bahrain      | 3  | 0 | 1 | 2 | 8  | 14 | −6  | 1 |                     |
| 4  | Turkmenistan | 3  | 0 | 1 | 2 | 9  | 19 | −10 | 1 |                     |

| Uzbekistan | 8–0 | Turkmenistan |
| --- | --- | ------------ |
| - Davron Choriev 6' - Mashrab Adilov 12', 21' - Ikhtiyor Ropiev 14', 32' - Dilshod Rakhmatov 29' - Shakhram Fakhriddinov 33' - Akbar Usmonov 39' |     |              |

| Bahrain                                                       | 3–4 | Tajikistan                                                                       |
| ------------------------------------------------------------- | --- | -------------------------------------------------------------------------------- |
| - Ammar Hasan Mayhad 11' - Ahmed Antar 33' - Jassam Saleh 38' |     | - Umed Kuziev 7' - Bakhtiyor Soliev 22' - Fayzali Sardorov 23' - Idris Yorov 38' |

| Turkmenistan                                     | 4–4 | Bahrain                                                                                  |
| ------------------------------------------------ | --- | ---------------------------------------------------------------------------------------- |
| - Gurbangeldi Sähedow 13', 14', 19', 26' (ph.đ.) |     | - Ahmed Antar 10' - Mohamed Abdulla 13' - Falah Abbas 26' (ph.đ.) - Mohamed Al-Sandi 40' |

| Tajikistan                 | 2–3 | Uzbekistan                                                            |
| -------------------------- | --- | --------------------------------------------------------------------- |
| - Fayzali Sardorov 4', 38' |     | - Elbek Tulkinov 3' - Khusniddin Nishonov 7' - Anaskhon Rakhmatov 19' |

| Tajikistan | 8–5 | Turkmenistan                                                                        |
| --- | --- | ----------------------------------------------------------------------------------- |
| - Idris Yorov 8', 9', 22', 38' - Muhamadjon Sharipov 11' - Şiri Baýramdurdyýew 19' (l.n.) - Fayzali Sardorov 37', 40' |     | - Maksat Soltanow 3' - Gurbangeldi Sähedow 20', 40' - Mülkaman Annagulyýew 35', 37' |

| Uzbekistan | 6–1 | Bahrain                  |
| --- | --- | ------------------------ |
| - Elbek Tulkinov 6' - Akbar Usmonov 20', 30' - Mashrab Adilov 22' - Shakhram Fakhriddinov 26' - Khusniddin Nishonov 27' |     | - Ammar Hasan Mayhad 35' |

### Bảng C
| VT | Đội               | ST | T | H | B | BT | BB | HS  | Đ | Giành quyền tham dự |
| -- | ----------------- | -- | - | - | - | -- | -- | --- | - | ------------------- |
| 1  | Iran              | 3  | 3 | 0 | 0 | 24 | 1  | +23 | 9 | Tứ kết              |
| 2  | Indonesia         | 3  | 2 | 0 | 1 | 11 | 8  | +3  | 6 | Tứ kết              |
| 3  | Đài Bắc Trung Hoa | 3  | 0 | 1 | 2 | 2  | 15 | −13 | 1 |                     |
| 4  | Liban             | 3  | 0 | 1 | 2 | 3  | 17 | −14 | 1 |                     |

| Iran                                                                                         | 5–0 | Indonesia |
| -------------------------------------------------------------------------------------------- | --- | --------- |
| - Saeid Ahmadabbasi 2', 22' - Moslem Oladghobad 2' - Mehdi Asadshir 9' - Hossein Tayyebi 24' |     |           |

| Liban                   | 1–1 | Đài Bắc Trung Hoa   |
| ----------------------- | --- | ------------------- |
| - Mouhammad Hammoud 18' |     | - Huang Wei-lun 13' |

| Indonesia | 7–2 | Liban                                     |
| --- | --- | ----------------------------------------- |
| - Rio Pangestu 3' - Muhammad Fajriyan 7' - Firman Adriansyah 19' - Iqbal Rahmatullah 21' - Dewa Rizki 27' - Reza Gunawan 37' - Syauqi Saud 40' |     | - Hasan Zeitoun 25' - Steve Koukezian 37' |

| Đài Bắc Trung Hoa  | 1–10 | Iran |
| ------------------ | ---- | --- |
| - He Chia-chen 31' |      | - Mohammad Hossein Bazyar 2' - Hossein Tayyebi 3', 16', 36' - Saeid Ahmadabbasi 4', 16', 18' - Salar Aghapour 22' - Alireza Javan 28' - Mehdi Karimi 35' |

| Đài Bắc Trung Hoa   | 1–4 | Indonesia                                           |
| ------------------- | --- | --------------------------------------------------- |
| - Lin Chih-hung 30' |     | - Muhammad Fajriyan 10', 12', 12' - Syauqi Saud 29' |

| Iran | 9–0 | Liban |
| --- | --- | ----- |
| - Salar Aghapour 8', 32' - Hossein Tayyebi 17', 39' - Mustafa Rhyem 17' (l.n.) - Moslem Oladghobad 19' - Bahman Jafari 21' - Mehdi Karimi 28' - Mohammad Hossein Bazyar 27' |     |       |

### Bảng D
| VT | Đội         | ST | T | H | B | BT | BB | HS  | Đ | Giành quyền tham dự |
| -- | ----------- | -- | - | - | - | -- | -- | --- | - | ------------------- |
| 1  | Nhật Bản    | 3  | 2 | 0 | 1 | 9  | 2  | +7  | 6 | Tứ kết              |
| 2  | Việt Nam    | 3  | 2 | 0 | 1 | 8  | 4  | +4  | 6 | Tứ kết              |
| 3  | Ả Rập Xê Út | 3  | 2 | 0 | 1 | 7  | 4  | +3  | 6 |                     |
| 4  | Hàn Quốc    | 3  | 0 | 0 | 3 | 1  | 15 | −14 | 0 |                     |

1. 1 2 3  Kết quả đối đầu: Nhật Bản 1–2 Ả Rập Xê Út, Ả Rập Xê Út 1–3 Việt Nam, Nhật Bản 2–0 Việt Nam. Dựa vào bảng thành tích đối đầu:
  - Nhật Bản: 3 điểm, hiệu số +1, bàn thắng 3;
  - Việt Nam: 3 điểm, hiệu số 0, bàn thắng 3;
  - Ả Rập Xê Út: 3 điểm, hiệu số −1, bàn thắng 3.

| Nhật Bản               | 1–2 | Ả Rập Xê Út                               |
| ---------------------- | --- | ----------------------------------------- |
| - Vinícius Crepaldi 3' |     | - Nasser Al-Harthi 11' - Mohsen Fqihe 15' |

| Việt Nam                                                                    | 5–1 | Hàn Quốc            |
| --------------------------------------------------------------------------- | --- | ------------------- |
| - Shin Jong-hoon 2' (l.n.) - Trần Thái Huy 15', 34' - Phạm Đức Hoà 17', 35' |     | - Shin Jong-hoon 1' |

| Hàn Quốc | 0–6 | Nhật Bản |
| -------- | --- | --- |
|          |     | - Seo Jung-woo 5' (l.n.) - Arthur Oliveira 6' - Soma Mizutani 17' - Kentaro Ishida 27' - Sora Kanazawa 28' - Tomoki Yoshikawa 39' |

| Ả Rập Xê Út                 | 1–3 | Việt Nam                                                        |
| --------------------------- | --- | --------------------------------------------------------------- |
| - Châu Đoàn Phát 30' (l.n.) |     | - Nguyễn Anh Duy 12' - Châu Đoàn Phát 29' - Nguyễn Minh Trí 40' |

| Hàn Quốc | 0–4 | Ả Rập Xê Út                                   |
| -------- | --- | --------------------------------------------- |
|          |     | - Farhan Ali 3', 22' - Fahad Rudayni 11', 28' |

| Nhật Bản                 | 2–0 | Việt Nam |
| ------------------------ | --- | -------- |
| - Kazuya Shimizu 5', 35' |     |          |

## Vòng đấu loại trực tiếp
Ở vòng đấu loại trực tiếp, hiệp phụ và sút luân lưu sẽ được sử dụng để phân định thắng thua nếu cần thiết (không sử dụng hiệp phụ hoặc sút luân lưu trong trận tranh hạng ba).

### Sơ đồ
|  | Tứ kết                        | Tứ kết                        |                               |   | Bán kết       | Bán kết       |  |  | Chung kết | Chung kết |
|  |                               |                               |                               |   |               |               |  |  |           |           |
|  | 4 tháng 10 – Thành phố Kuwait |                               |                               |   |               |               |  |  |           |           |
|  |                               |                               |                               |   |               |               |  |  |           |           |
|  | Thái Lan                      | 3                             |                               |   |               |               |  |  |           |           |
|  | Thái Lan                      | 3                             | 6 tháng 10 – Thành phố Kuwait |   |               |               |  |  |           |           |
|  | Tajikistan                    | 2                             |                               |   |               |               |  |  |           |           |
|  | Tajikistan                    | 2                             | Thái Lan                      | 0 |               |               |  |  |           |           |
|  | 4 tháng 10 – Thành phố Kuwait |                               | Thái Lan                      | 0 |               |               |  |  |           |           |
|  |                               | Iran                          | 5                             |   |               |               |  |  |           |           |
|  | Iran                          | Iran                          | 5                             | 8 |               |               |  |  |           |           |
|  | Iran                          |                               | 8 tháng 10 – Thành phố Kuwait | 8 |               |               |  |  |           |           |
|  | Việt Nam                      | 1                             |                               |   |               |               |  |  |           |           |
|  | Việt Nam                      | 1                             | Iran                          | 2 |               |               |  |  |           |           |
|  | 4 tháng 10 – Thành phố Kuwait |                               | Iran                          | 2 |               |               |  |  |           |           |
|  |                               | Nhật Bản                      | 3                             |   |               |               |  |  |           |           |
|  | Uzbekistan                    | Nhật Bản                      | 3                             | 3 |               |               |  |  |           |           |
|  | Uzbekistan                    | 6 tháng 10 – Thành phố Kuwait |                               | 3 |               |               |  |  |           |           |
|  | Kuwait                        | 0                             |                               |   |               |               |  |  |           |           |
|  | Kuwait                        | 0                             | Uzbekistan                    | 1 |               |               |  |  |           |           |
|  | 4 tháng 10 – Thành phố Kuwait |                               | Uzbekistan                    | 1 |               |               |  |  |           |           |
|  |                               | Nhật Bản                      | 2                             |   | Tranh hạng ba | Tranh hạng ba |  |  |           |           |
|  | Nhật Bản                      | Nhật Bản                      | 2                             | 3 | Tranh hạng ba | Tranh hạng ba |  |  |           |           |
|  | Nhật Bản                      |                               | 8 tháng 10 – Thành phố Kuwait | 3 |               |               |  |  |           |           |
|  | Indonesia                     | 2                             |                               |   |               |               |  |  |           |           |
|  | Indonesia                     | 2                             | Thái Lan                      | 2 |               |               |  |  |           |           |
|  |                               |                               |                               |   |               |               |  |  |           |           |
|  | Uzbekistan                    | 8                             |                               |   |               |               |  |  |           |           |
|  | Uzbekistan                    | 8                             |                               |   |               |               |  |  |           |           |

### Tứ kết
| Iran | 8–1 | Việt Nam           |
| --- | --- | ------------------ |
| - Salar Aghapour 9' - Alireza Rafieipour 9' - Hossein Tayyebi 15', 32', 33' - Mohammad Hossein Bazyar 24' - Moslem Oladghobad 27' - Saeid Ahmadabbasi 37' |     | - Phạm Đức Hòa 38' |

| Nhật Bản                                                  | 3–2 | Indonesia                         |
| --------------------------------------------------------- | --- | --------------------------------- |
| - Sora Kanazawa 32' - Higor Pires 38' - Soma Mizutani 39' |     | - Samuel Eko 21' - Dewa Rizki 39' |

| Thái Lan                                                                  | 3–2 | Tajikistan                               |
| ------------------------------------------------------------------------- | --- | ---------------------------------------- |
| - Panat Kittipanuwong 2' - Jetsada Chudech 35' - Worasak Srirangpirot 40' |     | - Iqboli Vositzoda 28' - Idris Yorov 34' |

| Uzbekistan                                                              | 3–0 | Kuwait |
| ----------------------------------------------------------------------- | --- | ------ |
| - Anaskhon Rakhmatov 14' - Davron Choriev 21' - Khusniddin Nishonov 34' |     |        |

### Bán kết
| Uzbekistan               | 1–2 | Nhật Bản                                  |
| ------------------------ | --- | ----------------------------------------- |
| - Ilkhomjon Khamroev 17' |     | - Arthur Oliveira 23' - Sora Kanazawa 30' |

| Thái Lan | 0–5 | Iran                                                                                      |
| -------- | --- | ----------------------------------------------------------------------------------------- |
|          |     | - Hossein Tayyebi 1' - Mohammad Hossein Derakhshani 22', 28' - Moslem Oladghobad 24', 27' |

### Tranh hạng ba
| Thái Lan                                          | 2–8 | Uzbekistan |
| ------------------------------------------------- | --- | --- |
| - Narongsak Wingwon 2' - Worasak Srirangpirot 27' |     | - Ikhtiyor Ropiev 2', 26' - Davron Choriev 7' - Elbek Tulkinov 14' - Khusniddin Nishonov 16' - Sunatulla Juraev 22' - Anaskhon Rakhmatov 23' - Ilkhomjon Khamroev 31' |

### Chung kết
| Iran                                        | 2–3 | Nhật Bản                                                                  |
| ------------------------------------------- | --- | ------------------------------------------------------------------------- |
| - Saeid Ahmadabbasi 15' - Alireza Javan 40' |     | - Kazuya Shimizu 16' - Arthur Oliveira 27' - Saeid Ahmadabbasi 40' (l.n.) |

## Bảng xếp hạng các đội tuyển tham dự giải đấu
Bảng này xếp hạng các đội tuyển trong giải đấu. Ngoại trừ bốn vị trí đầu tiên, thứ tự các vị trí tiếp của với các đội lọt vào cùng một giai đoạn của giải được xác định bằng thứ hạng tại vòng bảng, sau đó là điểm số. 

Theo quy ước thống kê trong bóng đá, các trận đấu quyết định trong hiệp phụ được tính kết quả thắng thua, trong khi các trận đấu quyết định bằng loạt sút luân lưu được tính kết quả hòa.

| VT | Đội               | ST | T | H | B | BT | BB | HS  | Đ  | Kết quả chung cuộc    |
| -- | ----------------- | -- | - | - | - | -- | -- | --- | -- | --------------------- |
| 1  | Nhật Bản          | 6  | 5 | 0 | 1 | 17 | 7  | +10 | 15 | Vô địch               |
| 2  | Iran              | 6  | 5 | 0 | 1 | 39 | 5  | +34 | 15 | Á quân                |
| 3  | Uzbekistan        | 6  | 5 | 0 | 1 | 29 | 7  | +22 | 15 | Hạng ba               |
| 4  | Thái Lan          | 6  | 3 | 1 | 2 | 16 | 20 | −4  | 10 | Hạng tư               |
|    |                   |    |   |   |   |    |    |     |    |                       |
| 5  | Tajikistan        | 4  | 2 | 0 | 2 | 16 | 14 | +2  | 6  | Bị loại ở tứ kết      |
| 6  | Indonesia         | 4  | 2 | 0 | 2 | 13 | 11 | +2  | 6  | Bị loại ở tứ kết      |
| 7  | Việt Nam          | 4  | 2 | 0 | 2 | 9  | 12 | −3  | 6  | Bị loại ở tứ kết      |
| 8  | Kuwait (H)        | 4  | 1 | 2 | 1 | 9  | 6  | +3  | 5  | Bị loại ở tứ kết      |
|    |                   |    |   |   |   |    |    |     |    |                       |
| 9  | Ả Rập Xê Út       | 3  | 2 | 0 | 1 | 7  | 4  | +3  | 6  | Xếp thứ 3 ở vòng bảng |
| 10 | Iraq              | 3  | 1 | 1 | 1 | 9  | 5  | +4  | 4  | Xếp thứ 3 ở vòng bảng |
| 11 | Bahrain           | 3  | 0 | 1 | 2 | 8  | 14 | −6  | 1  | Xếp thứ 3 ở vòng bảng |
| 12 | Đài Bắc Trung Hoa | 3  | 0 | 1 | 2 | 2  | 15 | −13 | 1  | Xếp thứ 3 ở vòng bảng |
|    |                   |    |   |   |   |    |    |     |    |                       |
| 13 | Turkmenistan      | 3  | 0 | 1 | 2 | 9  | 19 | −10 | 1  | Xếp thứ 4 ở vòng bảng |
| 14 | Liban             | 3  | 0 | 1 | 2 | 3  | 17 | −14 | 1  | Xếp thứ 4 ở vòng bảng |
| 15 | Hàn Quốc          | 3  | 0 | 0 | 3 | 1  | 15 | −14 | 0  | Xếp thứ 4 ở vòng bảng |
| 16 | Oman              | 3  | 0 | 0 | 3 | 3  | 18 | −15 | 0  | Xếp thứ 4 ở vòng bảng |

## Cầu thủ ghi bàn
Đã có 193 bàn thắng ghi được trong 32 trận đấu, trung bình 6.03 bàn thắng mỗi trận đấu.
10 bàn thắng
- Hossein Tayyebi

7 bàn thắng
- Saeid Ahmadabbasi

6 bàn thắng
- Idris Yorov
- Gurbangeldi Sähedow

5 bàn thắng
- Moslem Oladghobad
- Salim Faisal
- Fayzali Sardorov

4 bàn thắng
- Muhammad Fajriyan
- Salar Aghapour
- Worasak Srirangpirot
- Khusniddin Nishonov
- Ikhtiyor Ropiev

3 bàn thắng
- Mohammad Hossein Bazyar
- Sora Kanazawa
- Arthur Oliveira
- Kazuya Shimizu
- Jetsada Chudech
- Sarawut Phalaphruek
- Mashrab Adilov
- Davron Choriev
- Anaskhon Rakhmatov
- Elbek Tulkinov
- Akbar Usmonov
- Phạm Đức Hoà

2 bàn thắng
- Ahmed Antar
- Ammar Hasan Mayhad
- Dewa Rizki
- Syauqi Saud
- Mohammad Hossein Derakhshani
- Alireza Javan
- Mehdi Karimi
- Soma Mizutani
- Abdullatif Al-Abbasi
- Abdulaziz Al-Basam
- Saleh Al-Fadhel
- Abdulrahman Al-Tawail
- Farhan Ali
- Fahad Rudayni
- Narongsak Wingwon
- Mülkaman Annagulyýew
- Shakhram Fakhriddinov
- Ilkhomjon Khamroev
- Trần Thái Huy

1 bàn thắng
- Mohamed Abdulla
- Jassam Saleh
- Mohamed Al-Sandi
- Falah Abbas
- He Chia-chen
- Huang Wei-lun
- Lin Chih-hung
- Samuel Eko
- Firman Adriansyah
- Iqbal Rahmatullah
- Rio Pangestu
- Reza Gunawan
- Mehdi Asadshir
- Bahman Jafari
- Alireza Rafieipour
- Mohanad Abdulhadi
- Mustafa Ihsan
- Ghaith Riyadh
- Tareq Zeyad
- Vinícius Crepaldi
- Kentaro Ishida
- Higor Pires
- Tomoki Yoshikawa
- Yousef Al-Khalifah
- Abdulrahman Al-Mosabehi
- Abdulrahman Al-Wadi
- Mouhammad Hammoud
- Steve Koukezian
- Hasan Zeitoun
- Samer Al-Balushi
- Khalfan Al-Maawali
- Mohammed Taqi Al-Lawati
- Mohsen Fqihe
- Nasser Al-Harthi
- Shin Jong-hoon
- Umed Kuziev
- Muhamadjon Sharipov
- Bakhtiyor Soliev
- Iqboli Vositzoda
- Krit Aransanyalak
- Panat Kittipanuwong
- Warut Wangsama-aeo
- Maksat Soltanow
- Sunatulla Juraev
- Dilshod Rakhmatov
- Châu Đoàn Phát
- Nguyễn Anh Duy
- Nguyễn Minh Trí

1 bàn phản lưới nhà
- Saeid Ahmadabbasi (trong trận gặp Nhật Bản)
- Mustafa Rhyem (trong trận gặp Iran)
- Seo Jung-woo (trong trận gặp Nhật Bản)
- Shin Jong-hoon (trong trận gặp Việt Nam)
- Şiri Baýramdurdyýew (trong trận gặp Tajikistan)
- Châu Đoàn Phát (trong trận gặp Ả Rập Xê Út)

## Đối tác truyền thông
| Các quốc gia trong khu vực quy định sở hữu bản quyền Cúp bóng đá trong nhà châu Á 2022 | Các quốc gia trong khu vực quy định sở hữu bản quyền Cúp bóng đá trong nhà châu Á 2022 | Các quốc gia trong khu vực quy định sở hữu bản quyền Cúp bóng đá trong nhà châu Á 2022 | Các quốc gia trong khu vực quy định sở hữu bản quyền Cúp bóng đá trong nhà châu Á 2022 | Các quốc gia trong khu vực quy định sở hữu bản quyền Cúp bóng đá trong nhà châu Á 2022 |
| Quốc gia                                                                               | Mạng phát sóng                                                                         | Kênh truyền hình                                                                       | Phát thanh                                                                             | Nền tảng trực tuyến                                                                    |
| -------------------------------------------------------------------------------------- | -------------------------------------------------------------------------------------- | -------------------------------------------------------------------------------------- | -------------------------------------------------------------------------------------- | -------------------------------------------------------------------------------------- |
| Bangladesh                                                                             | Tập đoàn Truyền thông Đông Tây                                                         | T Sports                                                                               | —                                                                                      | T Sports                                                                               |
| Trung Quốc                                                                             | iQIYI                                                                                  | —                                                                                      | —                                                                                      | iQIYI                                                                                  |
| Đài Bắc Trung Hoa                                                                      | ELTA TV                                                                                | ELTA HD                                                                                | —                                                                                      | ELTA Sports                                                                            |
| Hồng Kông                                                                              | Aser Ventures                                                                          | Eleven Sports                                                                          | —                                                                                      | Eleven Sports                                                                          |
| Philippines                                                                            | Aser Ventures                                                                          | Eleven Sports                                                                          | —                                                                                      | Eleven Sports                                                                          |
| Thái Lan                                                                               | Aser Ventures                                                                          | Eleven Sports                                                                          | —                                                                                      | Eleven Sports                                                                          |
| Singapore                                                                              | Aser Ventures                                                                          | Eleven Sports                                                                          | —                                                                                      | Eleven Sports                                                                          |
| Malaysia                                                                               | Aser Ventures                                                                          | Eleven Sports                                                                          | —                                                                                      | Eleven Sports                                                                          |
| Brunei                                                                                 | Aser Ventures                                                                          | Eleven Sports                                                                          | —                                                                                      | Eleven Sports                                                                          |
| Ấn Độ                                                                                  | Jio                                                                                    | Jio TV                                                                                 | —                                                                                      | JioTV                                                                                  |
| Indonesia                                                                              | MNC Media                                                                              | MNCTV, RCTI, iNews                                                                     | Radio Republik Indonesia                                                               | MNCTV OFFICIAL, MNC Media                                                              |
| Đông Timor                                                                             | MNC Media                                                                              | MNCTV, RCTI, iNews                                                                     | Radio Republik Indonesia                                                               | MNCTV OFFICIAL, MNC Media                                                              |
| Papua New Guinea                                                                       | MNC Media                                                                              | MNCTV, RCTI, iNews                                                                     | Radio Republik Indonesia                                                               | MNCTV OFFICIAL, MNC Media                                                              |
| Kyrgyzstan                                                                             | KTRK                                                                                   | КТРК Спорт                                                                             | —                                                                                      | KTRK                                                                                   |
| Iraq                                                                                   | MENA                                                                                   | Al Rabiaa TV                                                                           | —                                                                                      | Al Rabiaa TV                                                                           |
| Nhật Bản                                                                               | DAZN Group                                                                             | —                                                                                      | —                                                                                      | DAZN                                                                                   |
| Ma Cao                                                                                 | MPLUS                                                                                  | —                                                                                      | —                                                                                      | MPLUS                                                                                  |
| Myanmar                                                                                | Canal+                                                                                 | Canal+ Sports                                                                          | —                                                                                      | Canal+ Plus                                                                            |
| Mông Cổ                                                                                | Univision                                                                              | Look TV                                                                                | —                                                                                      | Look TV                                                                                |
| Qatar                                                                                  | BeIN Media Group                                                                       | beIN Sports                                                                            | —                                                                                      | beIN Sports                                                                            |
| Bahrain                                                                                | BeIN Media Group                                                                       | beIN Sports                                                                            | —                                                                                      | beIN Sports                                                                            |
| Jordan                                                                                 | BeIN Media Group                                                                       | beIN Sports                                                                            | —                                                                                      | beIN Sports                                                                            |
| Kuwait                                                                                 | BeIN Media Group                                                                       | beIN Sports                                                                            | —                                                                                      | beIN Sports                                                                            |
| Liban                                                                                  | BeIN Media Group                                                                       | beIN Sports                                                                            | —                                                                                      | beIN Sports                                                                            |
| Palestine                                                                              | BeIN Media Group                                                                       | beIN Sports                                                                            | —                                                                                      | beIN Sports                                                                            |
| Syria                                                                                  | BeIN Media Group                                                                       | beIN Sports                                                                            | —                                                                                      | beIN Sports                                                                            |
| Yemen                                                                                  | BeIN Media Group                                                                       | beIN Sports                                                                            | —                                                                                      | beIN Sports                                                                            |
| Ả Rập Xê Út                                                                            | Saudi Sports Company                                                                   | SSC                                                                                    | —                                                                                      | Shaid MBC                                                                              |
| Uzbekistan                                                                             | Agency «UzReport»                                                                      | Uzreport TV                                                                            | —                                                                                      | Uzreport TV                                                                            |
| Việt Nam                                                                               | FPT, VTV, HTV                                                                          | VTV5, VTV6, HTV1, HTV Thể thao                                                         | —                                                                                      | FPT Play, VTV Go                                                                       |
| Các quốc gia ngoài khu vực sở hữu bản quyền AFC Futsal Asian Cup 2022                  |                                                                                        |                                                                                        |                                                                                        |                                                                                        |
| Châu Phi                                                                               | BeIN Media Group                                                                       | beIN Sports                                                                            | —                                                                                      | beIN Sports                                                                            |
| Đức                                                                                    | Digital Sports                                                                         | Sportdigital                                                                           | —                                                                                      | Sportdigital Fussball                                                                  |
| Serbia                                                                                 | United Group                                                                           | Sport Klub                                                                             | —                                                                                      | —                                                                                      |
| Nga                                                                                    | TV Start                                                                               | —                                                                                      | —                                                                                      | TV Start                                                                               |
| Pháp                                                                                   | Elisa Oyj                                                                              | Fanseat                                                                                | —                                                                                      | Fanseat                                                                                |
| Mỹ Latinh                                                                              | Star+                                                                                  | StarPlus                                                                               | —                                                                                      | StarPlus                                                                               |
| Caribe                                                                                 | Hearst                                                                                 | ESPN                                                                                   | —                                                                                      | —                                                                                      |

1. ↑  Thông tin được lấy từ trang Afc.com